# Batalha de Medina Ridge
A Batalha de Medina Ridge foi uma batalha entre os Estados Unidos e o Iraque, em 27 de fevereiro de 1991, durante a Guerra do Golfo. Houve severas perdas do lado iraquiano e resultou ainda em uma vitória estratégica decisiva para a Coalizão ocidental.